# Protesta d'Espira

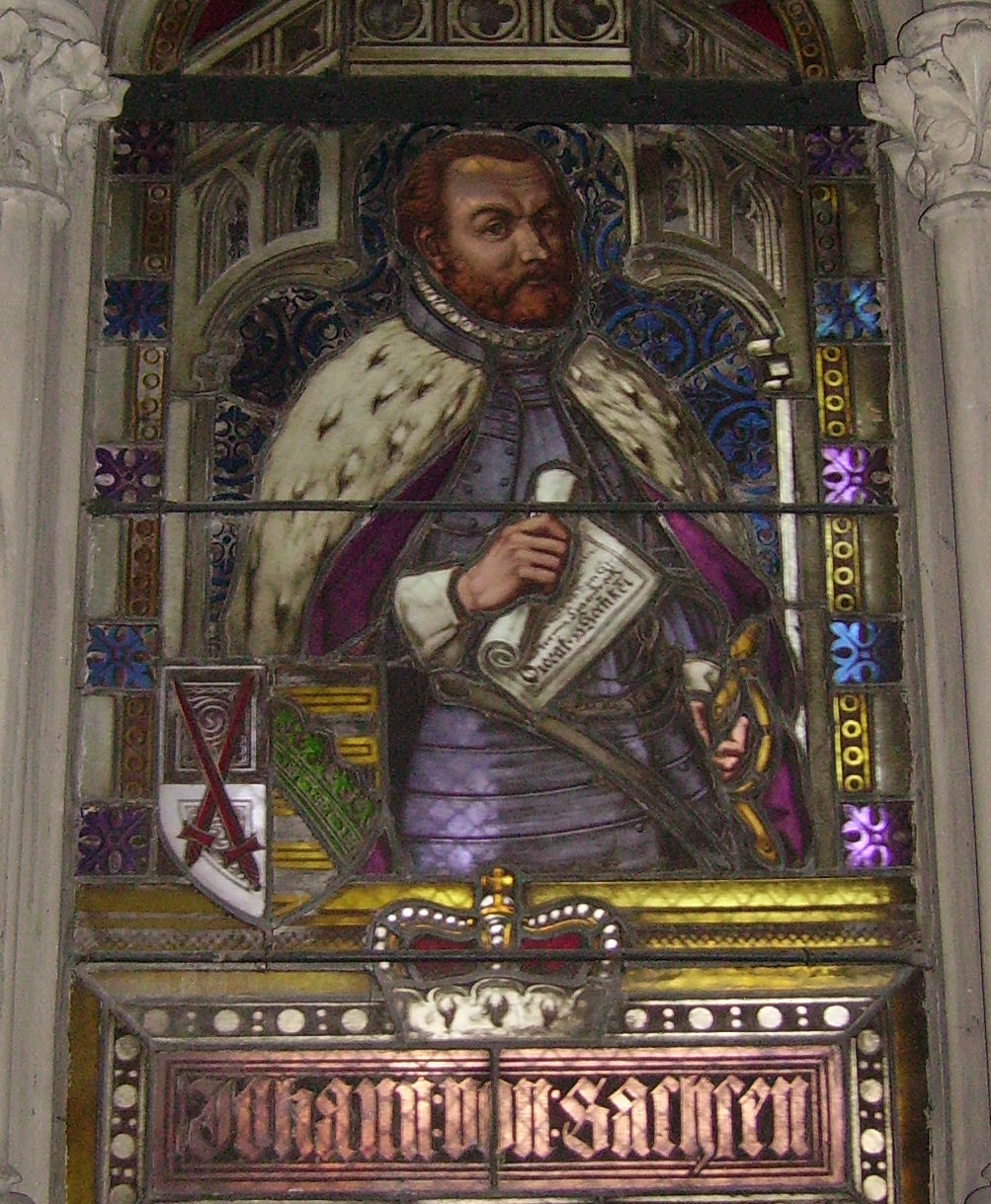
Joan de Saxònia, elector del Sacre Imperi Romanogermànic, un dels líders de la Protesta d'Espira, per mitjà de la qual sis prínceps i 14 ciutats lliures d'Alemanya, van reclamar la tolerància religiosa a l'emperador Carles V. Imatge d'un dels vitralls de l'Església del Record, a Espira.

La Protesta d'Espira és el document que sis prínceps i catorze ciutats lliures alemanyes del Sacre Imperi Romanogermànic van presentar el 19 d'abril de 1529 per protestar contra l'edicte de l'emperador Carles V, que anul·lava la tolerància religiosa que havia estat legalment concedida als principats alemanys, per tal de reprimir el moviment de reforma de l'Església catòlica iniciat per Martí Luter en 1517. És considerat com un dels documents més importants del protestantisme, al qual dona nom.

## Antecedents
En 1517 el teòleg i monjo catòlic agustí alemany Martí Luter, de la universitat de Wittenberg, capital del Ducat de Saxònia, va publicar Les 95 Tesis, on qüestionava la pràctica de les indulgències que realitzava el Papa. Aquest històric fet va originar una sèrie de confrontacions religioses entre Luter i el Vaticà, en què es veuen involucrats diversos principats i nobles alemanys, així com amplis sectors populars que compartien les propostes religioses de Luter.
En 1521 el papa Lleó X excomunica Luter i pocs mesos després el recent elegit emperador Carles V (també rei d'Espanya) va sancionar l'Edicte de Worms, on el declarava pròfug i heretge, i prohibia les seves obres en tot l'imperi. Però, tot i l'ordre imperial, Luter és protegit per Frederic III de Saxònia i altres nobles alemanys, i la reforma religiosa comença a estendre's, tant territorialment com en els seus continguts, alhora que es radicalitza la confrontació amb el Papa. Mentrestant, en 1522, apareix a Zúric i s'estén per Suïssa un nou corrent reformador liderat pel teòleg Huldrych Zwingli, de la qual es desprèn al seu torn un altre corrent encara més radical que portarà el nom d'anabaptisme.
Entre 1524 i 1525 teòlegs i predicadors luterans i anabaptistes desencadenen la sagnant guerra dels camperols, durament reprimida amb el resultat de desenes de milers de morts. Al seu acabament, diversos estats catòlics alemanys van formar la Lliga de Dessau per combatre els evangèlics.

## La Dieta d'Espira de 1526
En aquella època, els luterans s'havien estès, mentre que el Sacre Imperi Romanogermànic es veia amenaçat per l'Imperi Otomà, dirigit per Solimà I el Magnífic, que havia conquistat Hongria i es preparava per atacar Àustria. El perill exterior va portar l'emperador Carles V a buscar una postergació del conflicte religiós intern, i per això va convocar a una reunió de la Dieta Imperial (Reichstag), una assemblea de nobles, laics i religiosos que tenia funcions legislatives. La Dieta es va reunir a Espira en 1526 i va resoldre, amb el consens del Rei Ferran I enviat per Carles V, que "cada Estat haurà de viure, governar i creure com vulgui i confiï, responent davant Déu i la seva Majestat Imperial". Es tractava d'un armistici religiós, durant el qual quedava suspès l'Edicte de Worms, que prohibia el luteranisme.
La decisió de la Dieta d'Espira de 1526 va ser utilitzada pels prínceps luterans per expandir encara més el nou moviment religiós. Immediatement després de la Dieta, el Landgraviat de Hessen i l'Electorat de Saxònia formen la Lliga de Torgau i l'any següent el príncep elector Joan de Saxònia estableix oficialment l'Església Luterana i s'erigeix com a primer bisbe d'aquesta. En els tres anys següents, la major part del nord d'Alemanya va adoptar les idees de Luter, amb excepció del Marcgraviat de Brandenburg, el ducat albertí de Saxònia-Meissen i el ducat de Brunswick-Wolfenbüttel.

## La Dieta d'Espira de 1529
En 1529 Carles V va tornar a convocar la Dieta Imperial a Espira, aquest cop amb la intenció de deixar sense efecte la treva de 1526 i restablir plenament l'Edicte de Worms, per combatre definitivament el luteranisme i obligar els prínceps a imposar el catolicisme al Sacre Imperi Romanogermànic.
Igual que en 1526, l'Emperador Carles V no va poder concórrer a Espira i va enviar en la seva representació al seu germà el rei Ferran I. Tampoc va assistir Luter, a qui Carles V havia considerat heretge i posat fora de la llei mitjançant l'Edicte de Worms, però sí que es van presentar diversos dels seus principals seguidors, en particular el teòleg Philipp Melanchthon, que va participar com a acompanyant de Joan de Saxònia.
En l'obertura de la Dieta, el 15 de març, Ferran va anunciar la decisió de l'emperador de restablir plenament l'Edicte de Worms, tot dient:
| « | Aquells que fins ara compliren amb l'Edicte de Worms continuaran fent-ho. A les àrees on hi hagi hagut desviacions no hi haurà nous desenvolupaments i ningú podrà refusar la missa. Finalment, les sectes que contradiguin el sagrament del veritable cos i sang (en referència als zwinglians suïssos), no seran tolerats en absolut, no més que els anabaptistes. | » |

El 19 d'abril, la majoria dels membres de la Dieta aprovaren la decisió imperial de revocar la decisió de 1526. Als luterans se'ls va dir que havien d'acceptar la decisió de la majoria. Però la decisió imperial significava tancar la reforma luterana dins dels límits de Saxònia, per tal de preparar la seva aniquilació. En aquest punt, els prínceps luterans van abandonar el saló per debatre la posició a adoptar. La idea general era que la Dieta de 1526 havia establert la tolerància religiosa i que havia de ser mantinguda. "En assumptes de consciència la majoria no té poder", va ser el principi en què es va basar la posició dels luterans.
En tornar a la dieta, Ferran va refusar escoltar-los. Per aquesta raó, els prínceps van escriure una Protesta i la van llegir. Ferran va rebutjar la postura dels prínceps dissidents i demandar que havien "acceptar i obeir la decisió".
L'endemà, els luterans van presentar la Carta de Protesta, en què sostenien que l'autoritat secular no podia imposar la seva autoritat en matèria de fe. El rei es va negar a rebre la carta, però aquesta va ser impresa i difosa públicament.

## La Protesta
Els sis "prínceps" que van signar la Carta de Protesta van ser:
- Joan de Saxònia, príncep elector de l'Electorat de Saxònia
- Felip I de Hessen, el Magnànim, landgrave de Hessen
- Ernest I de Brunsvic-Lüneburg, Duc de Brunsvic-Lüneburg.
- Francesc de Brunswick-Luneburg, duc de Gifhorn
- Jordi de Brandenburg-Ansbach, marcgravi de Brandenburg-Ansbach
- Wolfgang d'Ascània, príncep d'Anhalt-Köthen

Les 14 ciutats imperials lliures que van subscriure la Protesta van ser:
1. Estrasburg
2. Augsburg
3. Ulm
4. Constança
5. Lindau
6. Memmingen
7. Kempten
8. Nördlingen
9. Heilbronn
10. Reutlingen
11. Isny
12. Sankt Gallen
13. Weissenburg
14. Windsheim

El text de la històrica protesta comença dient:
| « | Protestem per mitjà d'aquest manifest, davant Déu, el nostre únic Creador, Conservador, Redemptor i Salvador, i que un dia serà el nostre Jutge, com també davant tots els homes i totes les criatures, i fem present, que nosaltres, en el nostre nom, i pel nostre poble, no donarem el nostre consentiment ni la nostra adhesió de cap manera al proposat decret, en tot allò que sigui contrari a Déu, a la seva santa Paraula, als drets de la nostra consciència, i a la salvació de les nostres ànimes . | » |

La Dieta va tenir la seva última reunió el 24 d'abril, i la decisió oficial va ser llegida una vegada més, sense cap al·lusió a la protesta luterana. En resposta, els prínceps i delegats de ciutats luterans es van reunir el dia 25 i van redactar un instrument d'apel·lació, en què van reiterar les seves objeccions. Aquesta última és la que es considera la data i el text de la Protesta. Aquest mateix dia, l'electorat de Saxònia, Hesse i les ciutats d'Estrasburg, Ulm i Nuremberg es van comprometre secretament a segellar un tractat defensiu en cas de ser atacades per l'emperador o algun dels Estats catòlics.

## Esdeveniments posteriors

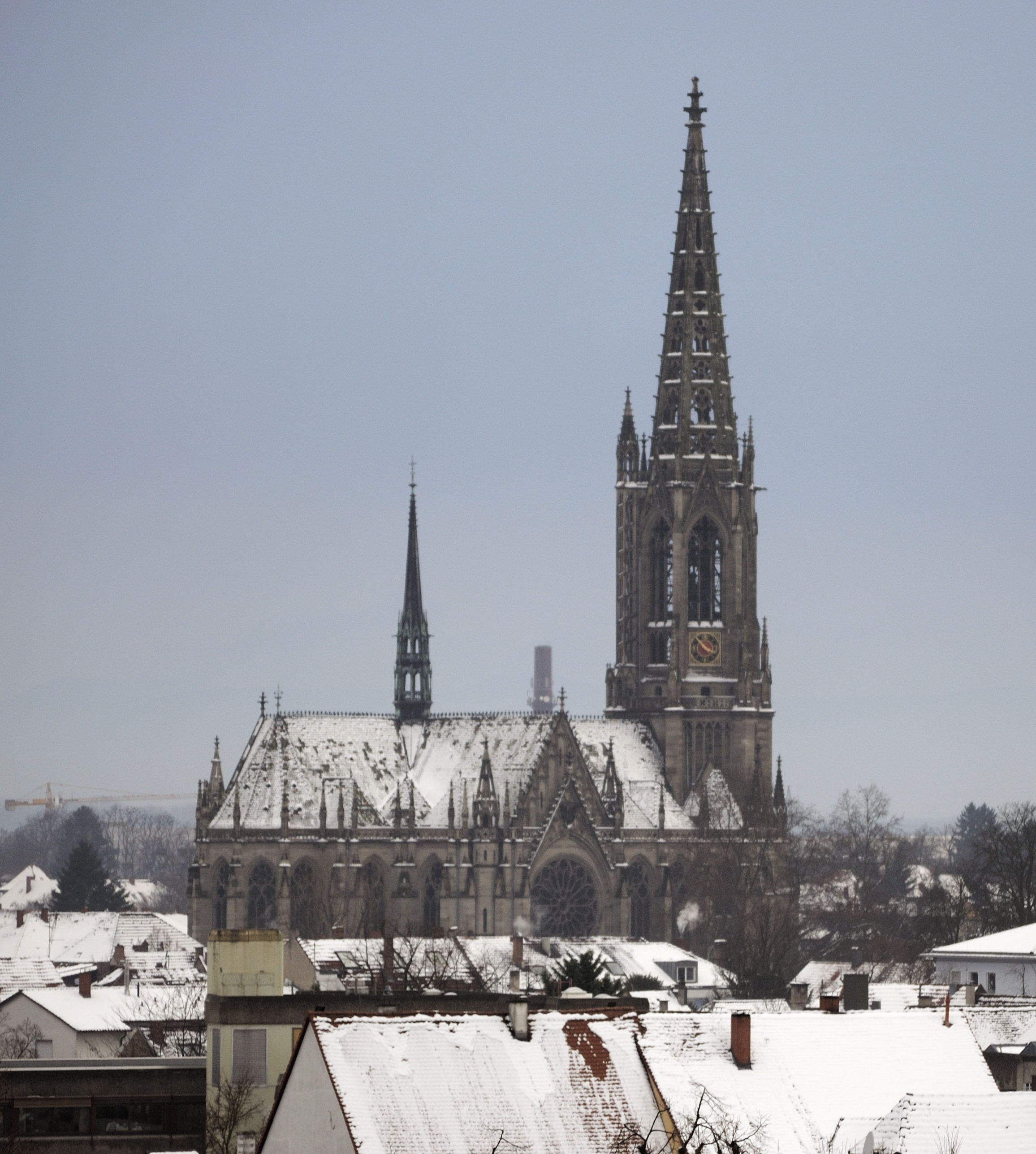
Església del Record de la Protesta, en Espira, construïda entre 1893 i 1904.

Després de la Protesta d'Espira, Luter i Zwingli, líders dels dos grans corrents reformistes amb seu a Wittemberg i Zuric, respectivament, es van trobar a Marburg el 1530, on van precisar les seves coincidències i diferències. Gairebé simultàniament, l'emperador va convocar a una nova Dieta a Augsburg on els luterans van presentar les importants Confessions d'Augsburg, redactades per Philipp Melanchthon, considerades un dels textos bàsics del protestantisme i part del Liber Concordiae luterà. El 1531 els estats luterans van formar la Lliga d'Esmalcalda, que arribaria a enfrontar-se en dues guerres contra l'emperador Carles V, a la Guerra d'Esmalcalda (1546-1547), favorable a l'imperi i la Guerra dels Prínceps (1552-1555), favorable als protestants, que va finalitzar amb la Pau d'Augsburg, que va dividir l'Imperi en dues confessions cristianes (luterana i catòlica) i va atorgar als prínceps alemanys la capacitat de triar la confessió a practicar en els seus Estats.
Mentrestant, el 1529 havia començat la separació política de l'Església d'Anglaterra sota el lideratge d'Enric VIII, separació que es completaria el 1536 quan Anglaterra s'incorporaria al moviment reformista. En la mateixa dècada, el francès Joan Calví es va instal·lar a Ginebra i des d'allí les idees protestants es van difondre cap a Escòcia, Hongria i Alemanya.
Al llarg del segle xvi va créixer la divisió religiosa dels estats del Sacre Imperi fins que va esclatar la Guerra dels Trenta Anys (1618-1648), una de les més sagnants de la història, en la qual es va involucrar tot Europa i va finalitzar amb la Pau de Westfàlia, que va marcar el naixement de l'ordre internacional modern basat en l'estat nació. Els estats alemanys es van fragmentar en més de 300 entitats autònomes i recentment es reunificarien el 1871, amb l'Imperi Alemany.
Amb la fundació de l'Imperi Alemany el 1871, va prendre cos el projecte de construir una església en record de la Protesta d'Espira. La construcció d'aquesta va començar el 1893 i va finalitzar el 1904.